# Conan, a barbár (film, 2011)
A Conan, a barbár (eredeti cím: Conan the Barbarian) 2011-ben megjelent amerikai akció-kalandfilm, amely Robert E. Howard azonos nevű karakterén alapul. A film a Conan-mítosz új feldolgozása, és nem kapcsolódik az Arnold Schwarzenegger főszereplésével készült filmekhez. A főszerepet Jason Momoa, Rachel Nichols, Rose McGowan, Stephen Lang, Ron Perlman és Bob Sapp alakítja. A film narrátora Morgan Freeman.
A filmet Szaturnusz-díjra jelölték. Pénzügyi szempontból megbukott, és általánosságban negatív véleményeket kapott a kritikusoktól.
Az Amerikai Egyesült Államokban 2011. augusztus 19-én mutatták be, Magyarországon szeptember 1-jén jelent meg a Big Bang Media forgalmazásában. Franciaországban, Belgiumban, Izlandon és a Fülöp-szigeteken augusztus 17-én került bemutatásra.

## Rövid történet
Conan, a barbár bosszúhadjáratra indul a hadúr ellen, aki annak idején lemészárolta Conan falujának lakóit.

## Szereplők
| Szerep          | Színész          | Magyar hang      |
| --------------- | ---------------- | ---------------- |
| Conan, a barbár | Jason Momoa      | Varga Gábor      |
| Khalar Zym      | Stephen Lang     | Borbiczki Ferenc |
| Tamara          | Rachel Nichols   | Zsigmond Tamara  |
| Corin           | Ron Perlman      | Reviczky Gábor   |
| Marique         | Rose McGowan     | Dögei Éva        |
| Lucius          | Steven O'Donnell | Csuja Imre       |
| Artus           | Nonso Anozie     | Galambos Péter   |
| Fassir          | Raad Rawi        | Harsányi Gábor   |
| Ukafa           | Bob Sapp         | N/A              |
| Narrátor        | Morgan Freeman   | Vass Gábor       |

## A film készítése

### Forgatás
A forgatás 2008 tavaszán kezdődött volna. Még semmit nem vettek fel, amíg Ratner be nem szállt a projektbe. A forgatás 2008. augusztus 24-re volt kitűzve Bulgáriában. Ratner még abban az évben távozott a projektből, így a forgatás kezdete későbbre tolódott, a forgatás másik helyszíneként pedig Dél-Afrikát jelölték ki. A forgatás végül 2010. március 15-én kezdődött Bulgáriában, és június 15-én fejeződött be.
A bolgár forgatási helyszínek Nu Boyana Film Studios, Bolata, Pobiti Kamani, Bistritsa, Zlatnite Mostove, Pernik és Vitosa voltak.
A filmet az utómunka során 3D-sre módosították.

### Médiakiadás
A Conan, a barbár 2011. november 22-én jelent meg DVD-n, Blu-rayen és Blu-ray 3D-n a Lionsgate Home Entertainment forgalmazásában.

## Jövő
Több alkalommal tervezték, hogy több folytatást készítsenek az eredeti 1982-es filmhez, Momoa, Arnold Schwarzenegger és Amber Heard, mint Vörös Szonja főszereplésével, de végül az összes ilyen tervet elvetették. 